# آلیس بریجز
آلیس بریجز (به انگلیسی: Alice Bridges) (زادهٔ ۱۹ ژوئیهٔ ۱۹۱۶) شناگر اهل ایالات متحده آمریکا است.